# 閻子亨
阎子亨（1891年—1973年），字叔通，1891年生于天津，1912年毕业于天津市南开中学，1918年毕业于香港大学建筑系。阎子亨是中国近代一位具有影响力的建筑师、建筑教育家、社会活动家，中国现代主义建筑的探索者。曾任南开校友总会会长。
于1925年创办了亨大建筑公司,也即中国工程司的前身。作为中国近代创办较早的建筑事务所之一,中国工程司以“风格朴素浑厚、工程坚固耐久”著称。

## 代表作
- 永定里
- 岳阳里
- 耀华中学
- 大兴邨